# Jörg Maurer

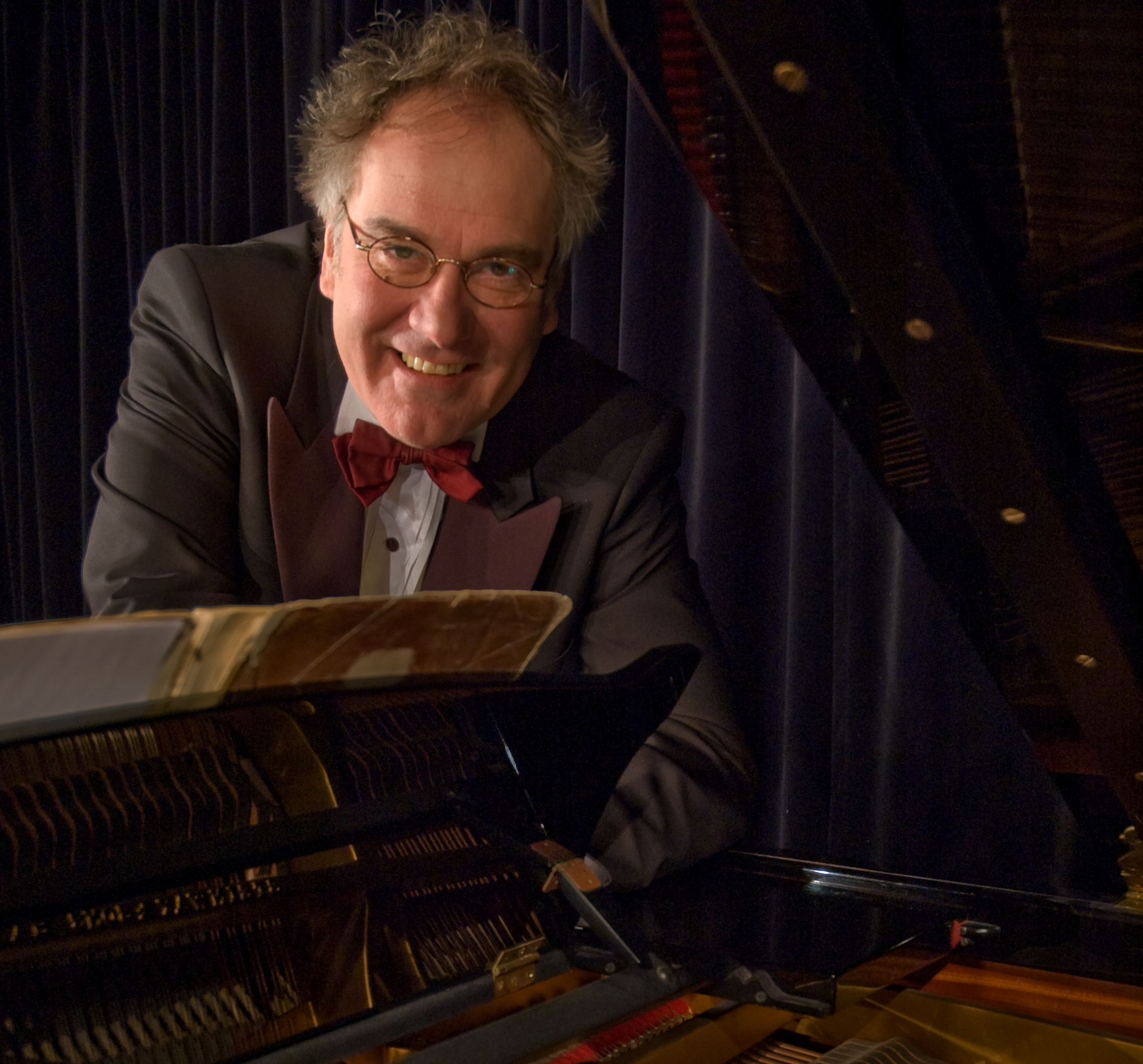
Jörg Maurer

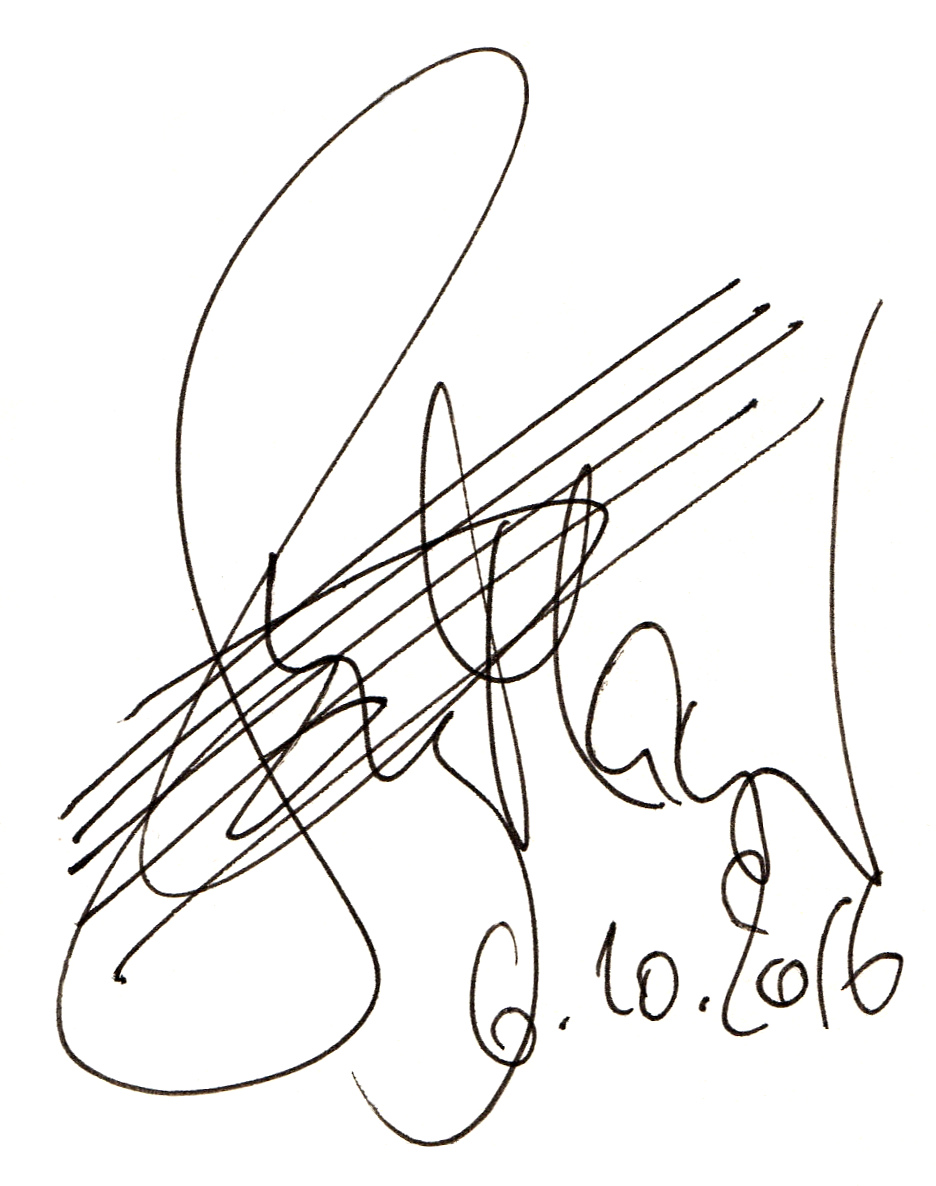
Buchwidmung

Jörg Maurer (* 1953 in Garmisch-Partenkirchen) ist ein deutscher Musikkabarettist und Autor.

## Werdegang
Nach dem Abitur entschied sich Jörg Maurer für das Studium der Germanistik, Anglistik und Theaterwissenschaften. Seine Magisterarbeit schrieb er über den Schriftsteller Arno Schmidt.
Fünf Jahre arbeitete er als Deutschlehrer an Münchner Gymnasien, verschiedene Tätigkeiten in der Erwachsenenbildung gehörten ebenfalls zu seinem Aufgabenfeld. Zwei Semester war er als Hochschuldozent für Theatergeschichte an der Münchner Universität.
Ab 1980 realisierte er eigene Produktionen an Münchner Kleintheatern, hauptsächlich im „Theater Drehleier“, im Münchner Lustspielhaus, im „Fraunhofer Theater“ und im „Hinterhoftheater“ als Regisseur, Kabarettist und Musiker.
Radio- und Fernsehbeiträge folgten. Durch seine rege Tourneetätigkeit im In- und Ausland entwickelte er in dieser Zeit seine eigene Form des kultursatirischen Musikkabaretts. Insgesamt absolvierte er über 2000 Auftritte im deutschsprachigen Raum.
Ab dem Jahr 1991 moderierte Jörg Maurer einige Hörfunksendungen, unter anderem „Radio Expresso“ im Bayerischen Rundfunk. Viele Beiträge für den WDR folgten. 1994 übernahm er das frühere „theater k“ in Schwabing und eröffnete es neu unter dem Namen Jörg Maurer’s Unterton. Seit 2002 ist er als Autor von Kurzgeschichten und Krimis tätig und hat damit zahlreiche Preise gewonnen. TV-Auftritte folgten, unter anderem in Ottis Schlachthof im BR und bei Christoph Süß’ BR-Show „Süßstoff“.
Im März 2009 erschien Jörg Maurers erster Kriminalroman Föhnlage mit der Figur des Kommissars Hubertus Jennerwein im Fischer Taschenbuch Verlag. In den Folgejahren erschien jeweils ein weiterer Band dieser Reihe. Im Mai 2009 übergab er die Räume des Jörg Maurer’s Unterton an das theater ... und so fort.
Föhnlage wurde 2011 verfilmt; Maurer spielt darin eine Gastrolle.
2013 erhielt Maurer für seine Alpenkrimis den Radio-Bremen-Krimipreis zugesprochen.
2020 wurde er zu den Münchner Turmschreibern berufen.

## Werk

### Bücher und Hörbücher
- 2004: Zimtsternstunden, Edition Kunzelmann, Adliswil
- 2016: Bayern für die Hosentasche: Was Reiseführer verschweigen, Fischer TaschenBibliothek, Frankfurt am Main, ISBN 978-3-596-52101-2
  - 2016: Bayern für die Hosentasche: Was Reiseführer verschweigen, Hörbuch, Gelesen von Jörg Maurer, Argon Verlag, Berlin, ISBN 978-3-8398-1492-5
- 2022: Shorty, Roman, Fischer, Frankfurt am Main, ISBN 978-3-949465-07-9
  - 2022: Shorty, Hörbuch, gelesen von Jörg Maurer, Argon Verlag, Berlin, ISBN 978-3-7324-2015-5
- 2024: Leergut. Roman, Fischer, Frankfurt am Main, ISBN 978-3-949465-22-2

#### Jennerwein-Reihe
- 2009: Föhnlage, Alpenkrimi, Fischer Taschenbuch Verlag Frankfurt am Main, ISBN 978-3-596-18237-4
  - 2009: Föhnlage, Hörbuch, Gelesen von Jörg Maurer. Argon Verlag, Berlin, ISBN 978-3-86610-972-8
- 2010: Hochsaison, Alpenkrimi, Fischer Taschenbuch Verlag, ISBN 978-3-596-18653-2
  - 2010: Hochsaison, Hörbuch, Gelesen von Jörg Maurer. Argon Verlag, Berlin, ISBN 978-3-8398-1013-2
- 2011: Niedertracht, Alpenkrimi, Fischer Taschenbuch Verlag, ISBN 978-3-596-18894-9
  - 2011: Niedertracht, Hörbuch, Gelesen von Jörg Maurer, Argon Verlag, Berlin, ISBN 978-3-8398-1072-9
- 2012: Oberwasser, Alpenkrimi, Fischer Taschenbuch Verlag, ISBN 978-3-596-18895-6
  - 2012: Oberwasser, Hörbuch, gelesen von Jörg Maurer, Argon Verlag, Berlin, ISBN 978-3-8398-1140-5
- 2013: Unterholz, Alpenkrimi, Fischer Scherz Taschenbuchverlag Frankfurt am Main, ISBN 978-3-651-00042-1
  - 2013: Unterholz, Hörbuch, gelesen von Jörg Maurer, Argon Verlag, Berlin, ISBN 3-8398-1220-8
- 2014: Felsenfest, Alpenkrimi, Fischer Scherz Frankfurt am Main, ISBN 978-3-651-00063-6
  - 2014: Felsenfest, Hörbuch, gelesen von Jörg Maurer, Argon Verlag, Berlin, ISBN 978-3-8398-1296-9
- 2015: Der Tod greift nicht daneben, Alpenkrimi, Fischer Scherz Frankfurt am Main, ISBN 978-3-651-02234-8
  - 2016: Der Tod greift nicht daneben, Hörbuch, gelesen von Jörg Maurer, Argon Verlag, Berlin, ISBN 978-3-8398-9290-9
- 2016: Schwindelfrei ist nur der Tod, Alpenkrimi, Fischer Scherz Frankfurt am Main, ISBN 978-3-651-02235-5
  - 2016: Schwindelfrei ist nur der Tod, Hörbuch, gelesen von Jörg Maurer, Argon Verlag, Berlin, ISBN 978-3-8398-1452-9
- 2017: Im Grab schaust du nach oben, Fischer Scherz Frankfurt am Main 2017, ISBN 978-3-651-02518-9
  - 2018: Im Grab schaust du nach oben, Hörbuch, gelesen von Jörg Maurer, Argon Verlag, Berlin, ISBN 978-3-8398-9381-4
- 2018: Am Abgrund lässt man gern den Vortritt, Alpenkrimi, Fischer Scherz Frankfurt am Main, ISBN 978-3-651-02519-6
  - 2018: Am Abgrund lässt man gern den Vortritt, Hörbuch, gelesen von Jörg Maurer, Argon Verlag, Berlin, ISBN 978-3-8398-1607-3
- 2018: Im Schnee wird nur dem Tod nicht kalt, Fischer Scherz Frankfurt am Main 2018, ISBN  978-3-651-02573-8
  - 2019 Im Schnee wird nur dem Tod nicht kalt Sprecher Jörg Maurer, Erscheinungsjahr 2018, Argon Verlag GmbH, S. Fischer Verlag GmbH ISBN 978-3-8398-1655-4
- 2019: Am Tatort bleibt man ungern liegen, Alpenkrimi, Fischer Scherz Frankfurt am Main, ISBN 978-3-651-02574-5
  - 2019: Am Tatort bleibt man ungern liegen, Hörbuch, gelesen von Jörg Maurer, Argon Verlag, Berlin, ISBN 978-3-8398-1699-8
- 2020: Den letzten Gang serviert der Tod, Alpenkrimi, Fischer Scherz Frankfurt am Main, ISBN 978-3-651-02589-9
  - 2020: Den letzten Gang serviert der Tod, Hörbuch, gelesen von Jörg Maurer, Argon Verlag, Berlin, ISBN 978-3-8398-1832-9
- 2021: Bei Föhn brummt selbst dem Tod der Schädel, Alpenkrimi, Fischer Scherz Frankfurt am Main, ISBN 978-3-651-02590-5
  - 2021: Bei Föhn brummt selbst dem Tod der Schädel, Hörbuch, gelesen von Jörg Maurer, Argon Verlag, Berlin, ISBN 978-3-10-491164-9
- 2023: Kommissar Jennerwein darf nicht sterben, Roman, S. Fischer Verlage, Frankfurt am Main, ISBN 978-3-949465-08-6
  - 2023: Kommissar Jennerwein darf nicht sterben, Hörbuch, gelesen von Jörg Maurer, Argon Verlag, Berlin, ISBN 978-3-7324-7284-0

### Musikkabarettistische Soloprogramme (Auswahl)

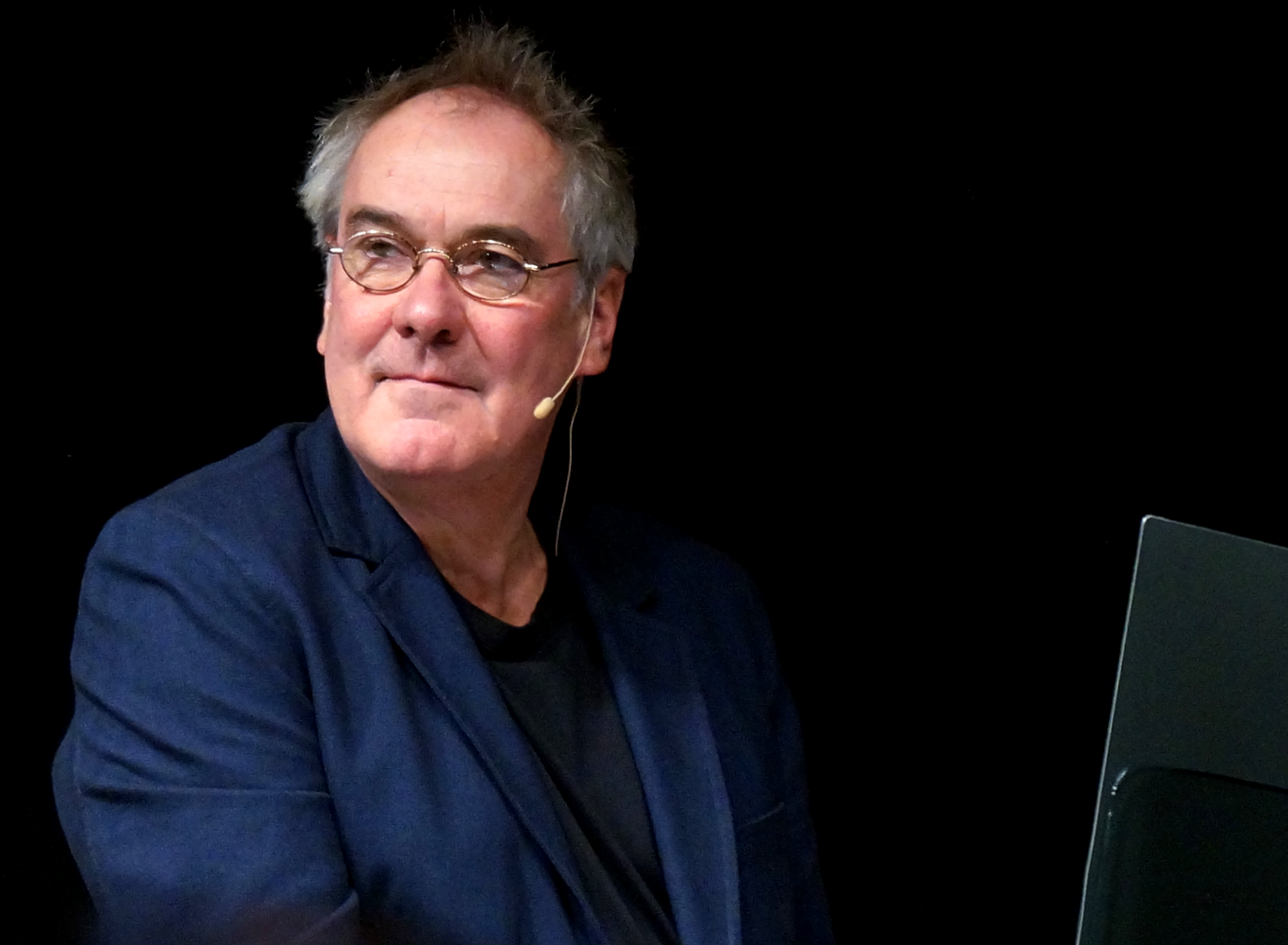
Föhnlage, Herbst 2013 in Etterschlag

Zahlreiche musikkabarettistische Soloprogramme im Zeitraum von 1985 bis zum aktuellen Datum, eine kleine Auswahl:
- „Unterholz“ Musikkabarettistische Krimilesung
- „Oberwasser“ Musikkabarettistische Krimilesung
- „Niedertracht“ Musikkabarettistische Krimilesung
- „Hochsaison“ Musikkabarettistische Krimilesung
- „Mörderische Anschläge“, Krimikabarett
- „Beethovens kleine Patzer“
- „Der Satz im Silbensee“ Literarische Comedy-Show
- „Jörg Maurer trifft Mozart“
- „Rippenklau und Apfelsnack“ Das Bibelprogramm
- „Mit 80 Tasten um die Welt“ Ein Kabarett rund ums Klavier
- „Zimtsternstunden“ Satirisches Weihnachtsprogramm
- 2013: Föhnlage, Musikkabarettistische Krimilesung
- 2014: Felsenfest, Musikkabarettistische Krimilesung
- 2016: Schwindelfrei ist nur der Tod, Kabarettistische Krimilesung

### Theaterstücke (Auswahl)
Ab 1986 produzierte und führte Jörg Maurer zahlreiche Theaterstücke auf, unter anderem:
- „Leichenschmaus“, ein bayrisches Kriminalstück u. a. mit Andreas Giebel und Gabi Lodermeier
- „Springspiel Erster Klasse“, 2009 gespielt von Marianne Rappenglück und Hans Stadlbauer

### Hörspiele
Hörspiele und Hörspielmusiken für den Bayerischen Rundfunk, WDR, SWR, Kinderstücke, Kurzgeschichten und Märchenparodien. Rundfunk- und Fernsehsketche. Zeitungsessays.

### Tonträger
- Beethovens kleine Patzer
- Jörg Maurer trifft Mozart
- Rosinen – Live-Mitschnitt vom 27. Mai 1995
- Der Satz im Silbensee
- Zimtsternstunden
- Safran & Blutsbrüder
- Minihörspiel Schweiß

## Auszeichnungen (Auswahl)
- Radio-Bremen-Krimipreis 2013
- MIMI Krimi-Publikumspreis des Deutschen Buchhandels 2012 und 2013
- Ernst-Hoferichter-Preis 2012
- Agatha-Christie-Krimipreis 2. Platz 2007 für die Kriminalkurzgeschichte Blutsbrüder
- Deutscher Kurzkrimi-Preis 3. Platz 2007
- Agatha-Christie-Krimipreis (Sonderpreis der Zeitschrift Freundin) 2006 für die Kriminalkurzgeschichte Stalking
- Kabarettpreis der Landeshauptstadt München 2005
- Hamburger Comedy Pokal 3. Platz 2004
- Schwabinger Kunstpreis 1994
- Dillinger Literaturpreis
- Villacher Literaturpreis